# Transportes no Recife
Panorama do transporte urbano no Recife, Pernambuco.

## História

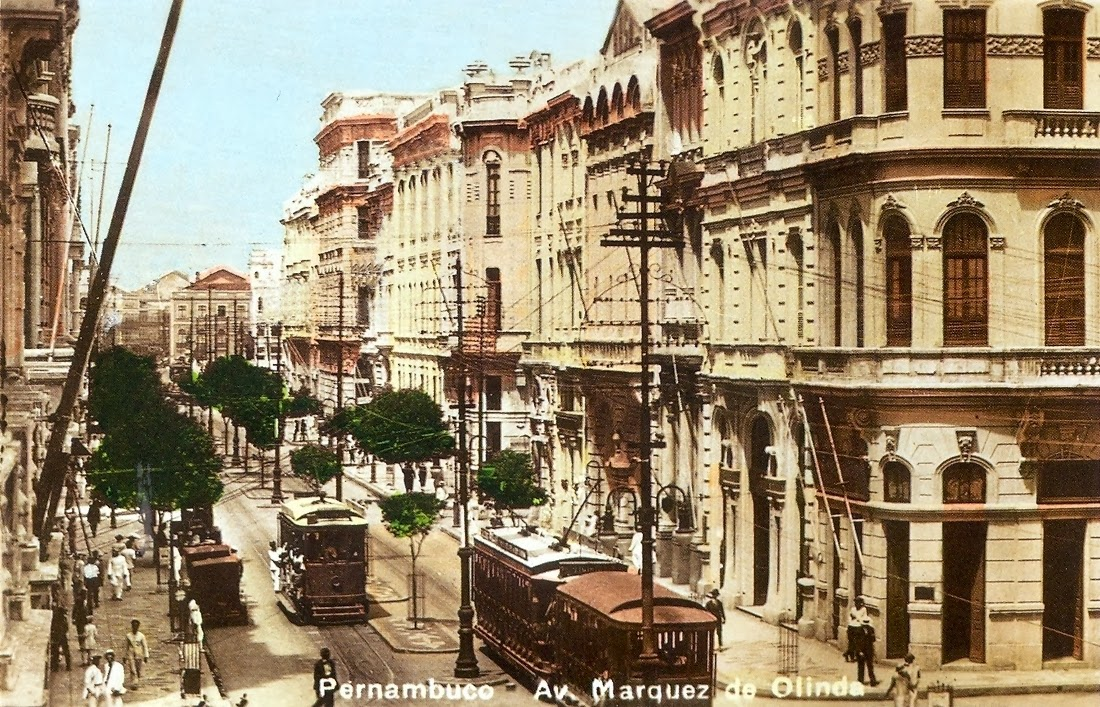
Recife foi a primeira cidade do mundo a operar locomotivas a vapor construídas especialmente para rodar nas ruas, locomotivas estas construídas pela Manning Wardle & Co. e operadas a partir de 1867. Na foto, bondes em avenida da capital pernambucana na década de 1930.

O Recife foi palco da inauguração do primeiro sistema urbano de transporte sobre trilhos da América Latina, a chamada Maxambomba (do inglês machine pump). Antes, o sistema de transporte era atendido por canoas e, para os mais abastados, cavalos e carruagens. A viagem de Maxambomba era metade do preço da viagem de carruagem, e findava às 21 horas, fato este que determinou a mudança do fechamento das lojas para o mesmo horário (antes, fechavam às 18h). O itinerário da maxambomba chegou a ter 22 quilômetros de extensão e 20 estações, até que em 1919 foi substituída por bondes elétricos. Em 1960, os bondes foram substituídos por ônibus elétricos. Paralelamente, houve a implantação de transporte por Ônibus. As linhas de trem da Great Western, antecessora da Rede Ferroviária Federal, também faziam o transporte público urbano. Foram substituídas pelo Metrô do Recife.
Entre 1930 e 1938, Recife foi uma das primeiras cidades nas Américas e a primeira do Brasil com conexão direita (non-stop) para a Europa, especialmente para a Alemanha, por meio de dirigíveis. Atualmente Recife tem a única estação de atracação de dirigíveis no mundo preservada em sua estrutura original, a Torre do Zeppelin.

## Transporte terrestre

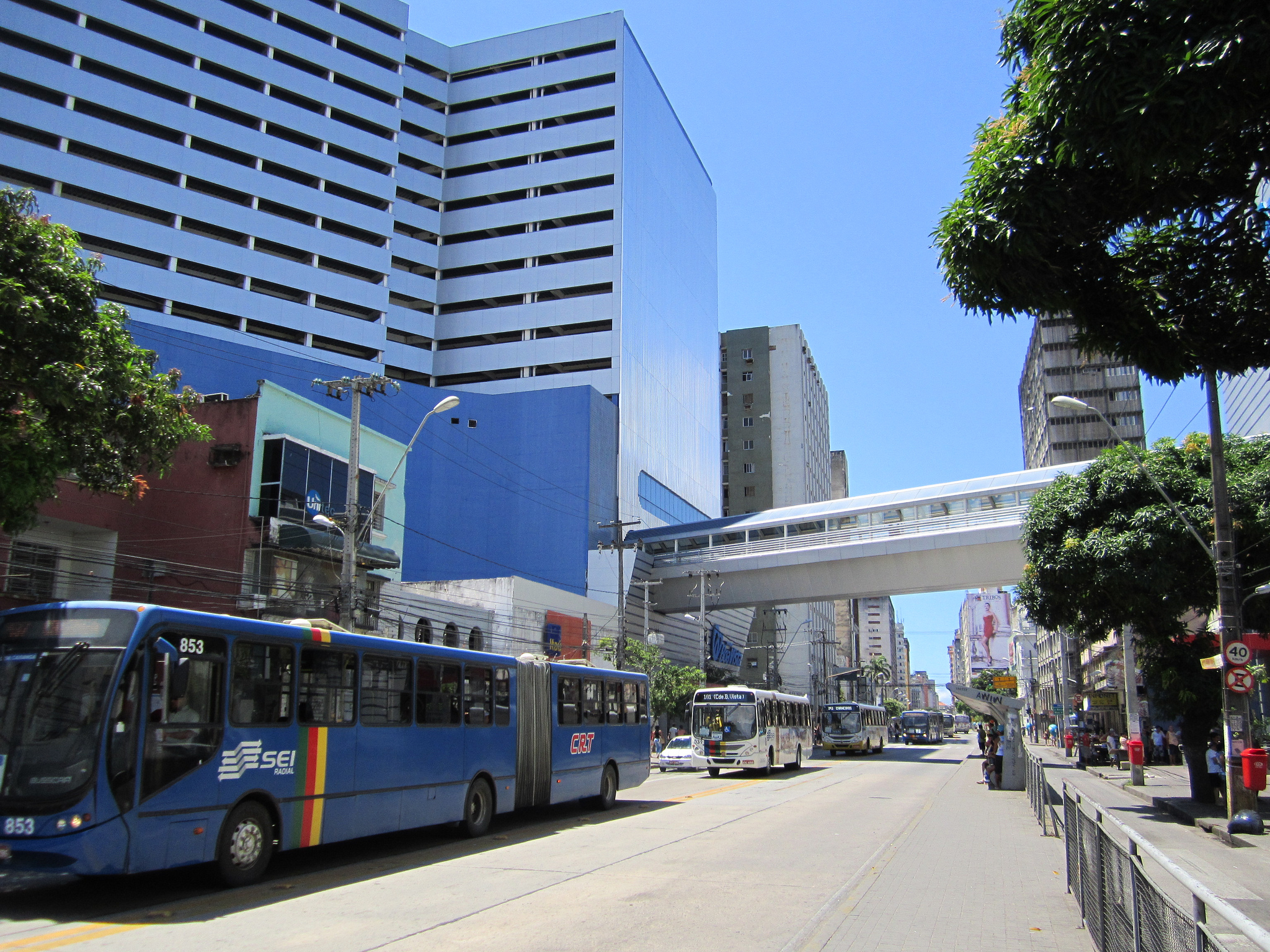
Corredor exclusivo de ônibus na Avenida Conde da Boa Vista (parte do Corredor Leste-Oeste).

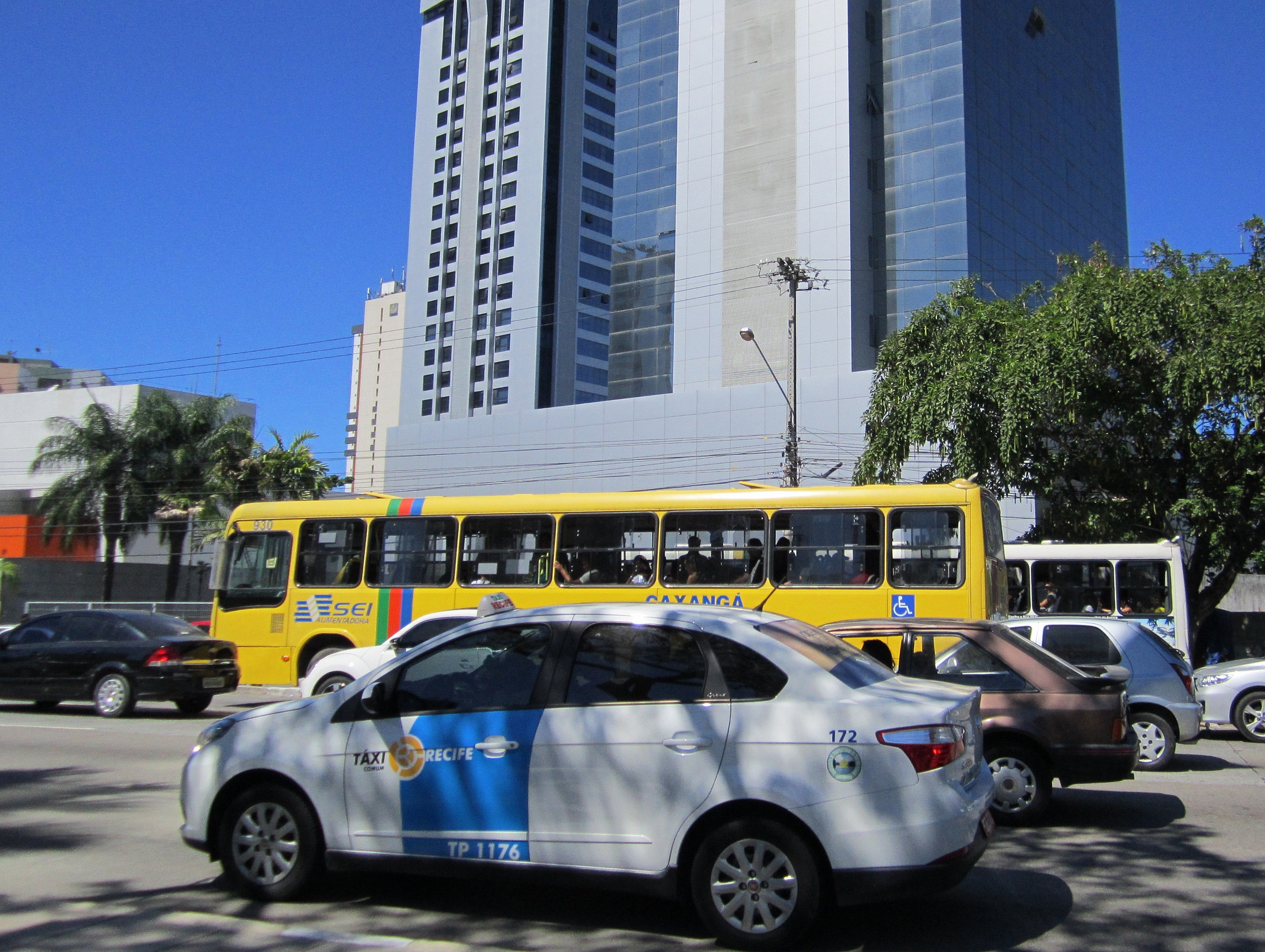
Típico táxi branco do Recife.

O município possui uma frota de aproximadamente 4.600 ônibus, divididos em 18 empresas que transportam diariamente 1,7 milhão de pessoas e o Metrô do Recife (Metrorec), que transporta 205 mil passageiros por dia.
As tarifas de ônibus variam entre R$ 2,70 (Anel G) e R$ 4,10 (Anel A) para o serviço comum, e entre R$ 5,15 e R$ 20,05 para os serviços opcionais, que incluem ônibus do centro da cidade para os bairros da Zona Sul, Jaboatão dos Guararapes e a praia de Porto de Galinhas. Ainda há a linha 160 - Gaibu / Barra de Jangada (Opcional), que é a única linha opcional que não atende ao centro do Recife. Atualmente, estudantes que possuem a carteira de estudante podem requisitar o VEM (Vale Eletrônico Metropolitano) Estudante, que dá direito à meia passagem em todos os onibus de tarifa comum e também às linhas do metrô. O metrô tem a tarifa única de R$ 4,25, e realiza integração gratuita com alguns ônibus quando utilizado o cartão VEM. Existia antes o programa de meia-tarifa aos domingos, e também o chamado Horário Social, que concedia desconto de R$ 1 nas tarifas de ônibus quando pagas com o cartão VEM Comum nos horários definidos como fora-pico (das 9h às 11h e das 13h30m às 15h30m). O programa Horário Social foi encerrado em Abril de 2024 após a unificação do extinto Anel B (anteriormente R$ 5,60) com o Anel A, formando o que hoje é chamado de Bilhete Único.
Recife também conta com 429 ônibus especiais, adaptados com elevadores na porta central para facilitar o acesso dos usuários de cadeira de rodas.
A gestão e fiscalização do trânsito e do transporte no Recife fica ao encargo da Autarquia de Trânsito e Transporte Urbano do Recife (CTTU), empresa que faz parte da Administração Indireta Municipal da Prefeitura do Recife e sucedeu a antiga Companhia de Transporte Urbano (CTU). Compete à CTTU a gestão na operação dos táxis, transporte complementar por micro-ônibus, transporte escolar e Zona Azul, além da realização de estudos e projetos para a melhoria da mobilidade urbana e de educação para o trânsito.
Recentemente, a cidade recebeu um novo sistema informatizado em seu terminal de ônibus da Avenida Caxangá. O sistema experimental consiste na instalação de rastreadores nos ônibus, que por meio de comunicação permanente com o terminal permitem aos passageiros saberem a hora exata da chegada dos veículos. Os dados são mostrados em telas de LCD localizadas em locais que permitem boa visibilidade.
Devido ao aquecimento da economia brasileira, a cidade tem sofrido um forte aumento no número de automóveis em circulação, o que têm causado problemas para estacionar aos habitantes. De acordo com o relatório do Detran-PE de Março de 2010, o Grande Recife apresenta uma frota de 867 mil veículos. Destes, 43% são emplacados em cidades da RMR, mas circulam pela cidade.

## Transporte marítimo
O Porto do Recife localiza-se no Recife Antigo, ao lado da Praça Rio Branco (Marco Zero).
No período holandês, o porto era um dos mais desenvolvidos do Brasil. Atualmente, tem sua base operacional centrada na movimentação de granéis sólidos, compreendendo grãos, clínquer, barrilha e carga geral.

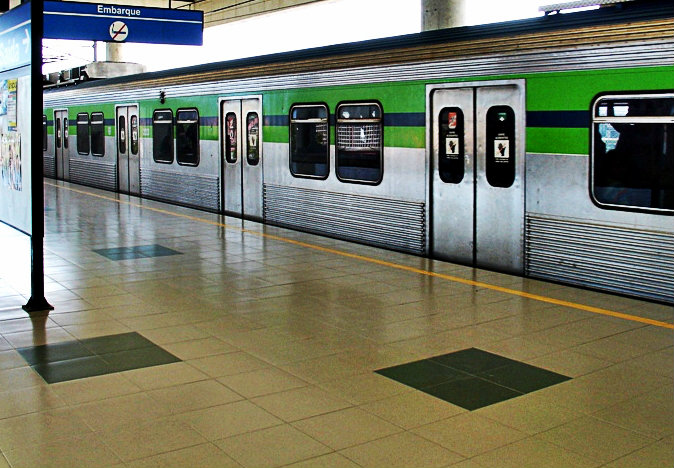
Metrô do Recife, terceiro sistema metroviário do Brasil, inaugurado após os metrôs de São Paulo e Rio de Janeiro, além de segundo mais extenso do país.

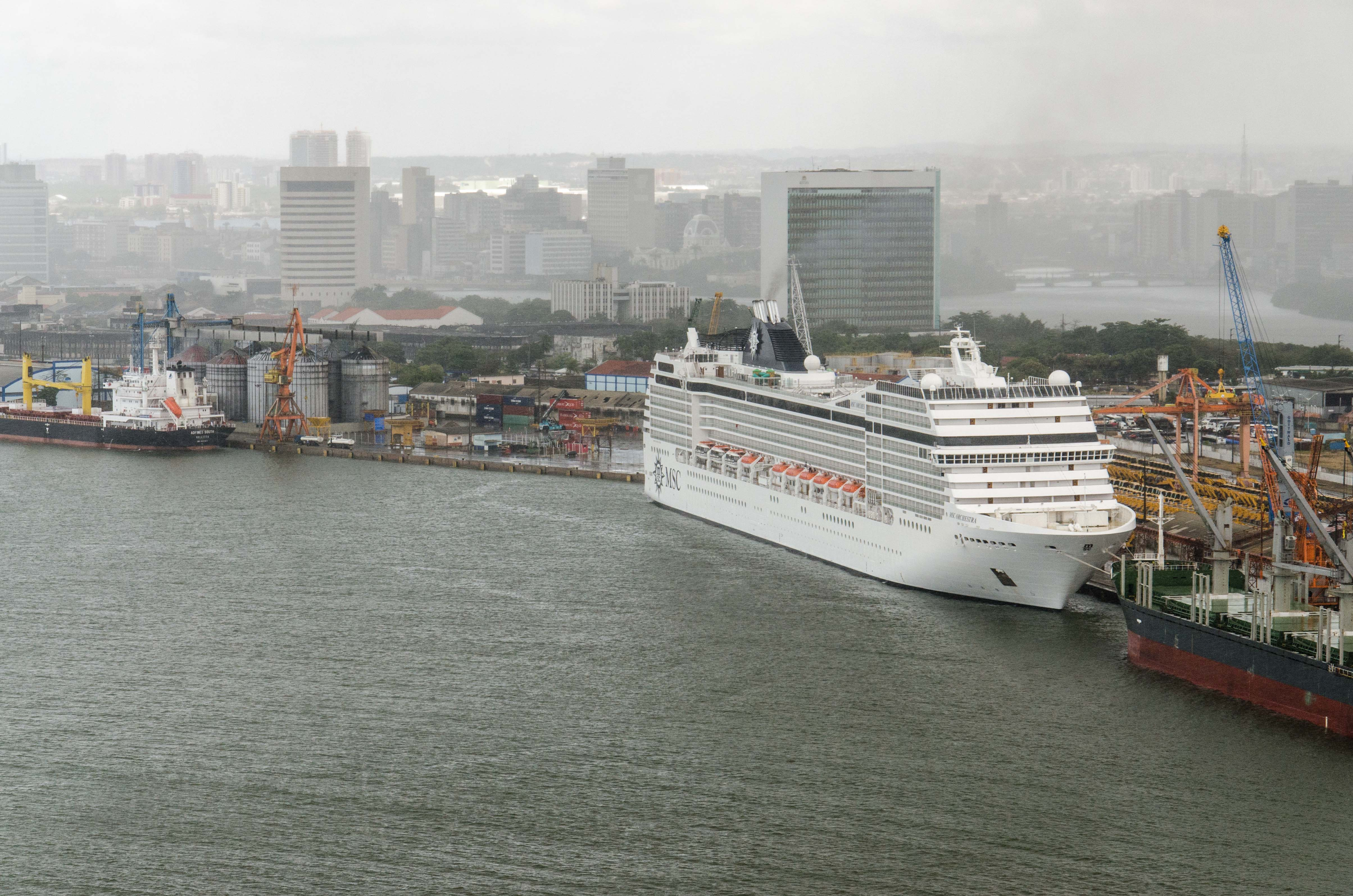
O Porto do Recife está na rota de transatlânticos internacionais.

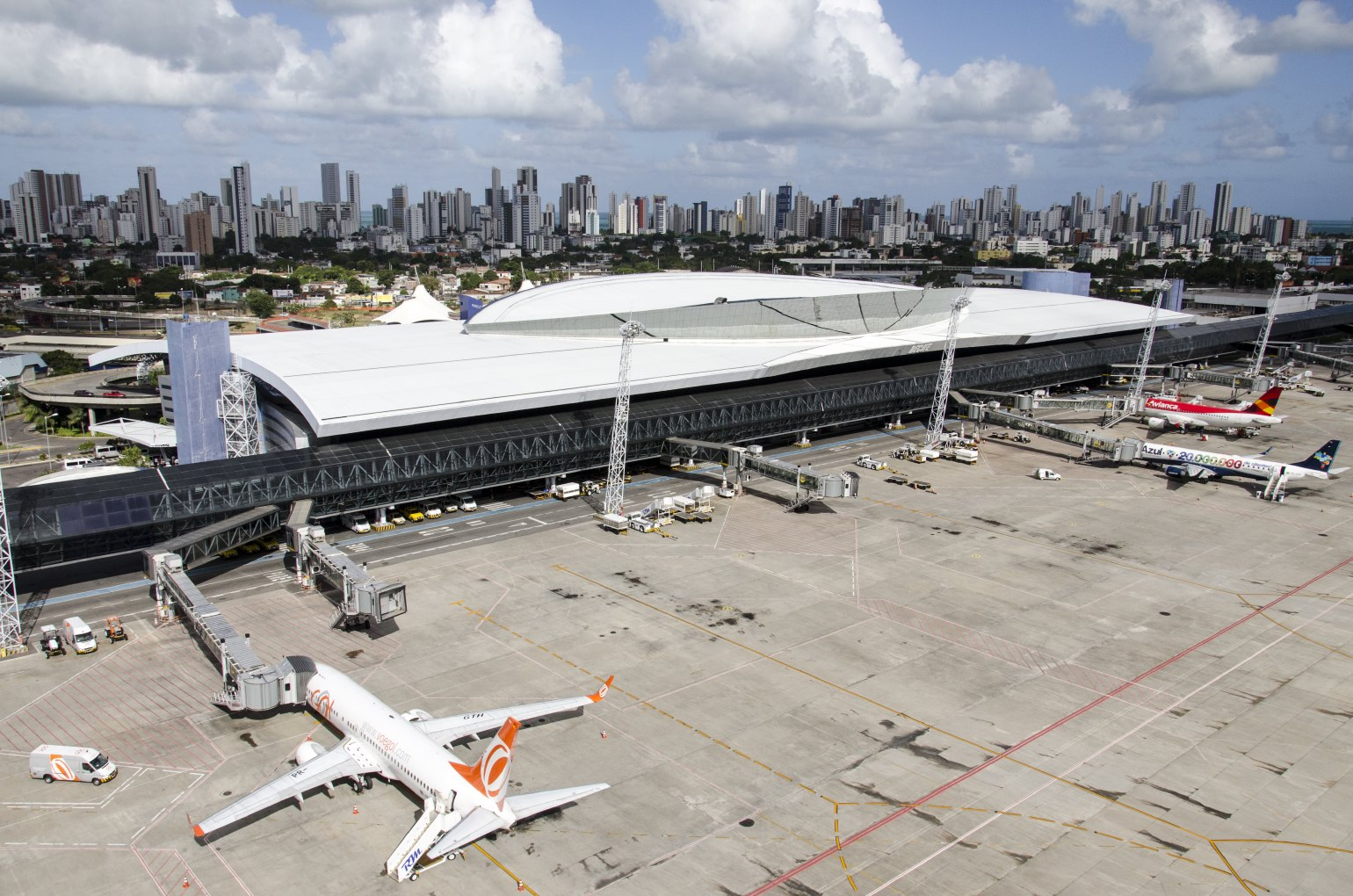
O Aeroporto Internacional do Recife é o melhor aeroporto do Brasil e um dos cinco melhores do mundo segundo a Revista TAM.

Diferencia-se dos demais portos por situar-se num centro urbano e conseguir operar sem interferir no município. Além do transporte de cargas e matérias-primas, o Porto do Recife vem consolidando-se como local de atracação de importantes cruzeiros marítimos, impulsionando o turismo.

## Transporte aéreo
O Aeroporto Internacional dos Guararapes-Gilberto Freyre, com capacidade anual de 16 milhões de passageiros, conta com 64 balcões de check-in, 21 posições para aeronaves, sendo 11 dotadas de jetways (conectores climatizados), além de 2.120 vagas de estacionamento e área de compras e lazer com 165 pontos comerciais, seguindo o conceito de "aeroshopping".
Segundo a Infraero, o Aeroporto Internacional do Recife é o maior complexo aeroportuário e segundo mais movimentado do Norte-Nordeste do Brasil. Realiza voos domésticos regulares para 19 capitais de estados brasileiros e mais oito grandes cidades brasileiras, além de voos internacionais regulares para países da Europa, África e Américas.
O aeroporto foi citado pela Revista TAM entre os cinco melhores do mundo juntamente com os terminais de Madri (Barajas), Munique (Franz Josef Strauss), Singapura (Changi) e Londres (Heathrow). Segundo a publicação, estes são aeroportos que fazem a viagem valer a pena antes mesmo do embarque. O aeroporto também é considerado o melhor aeroporto do Brasil e o segundo melhor aeroporto da América do Sul, de acordo com o ranking publicado pela Skytrax.

## Meios alternativos

### Bike PE e Porto Bike

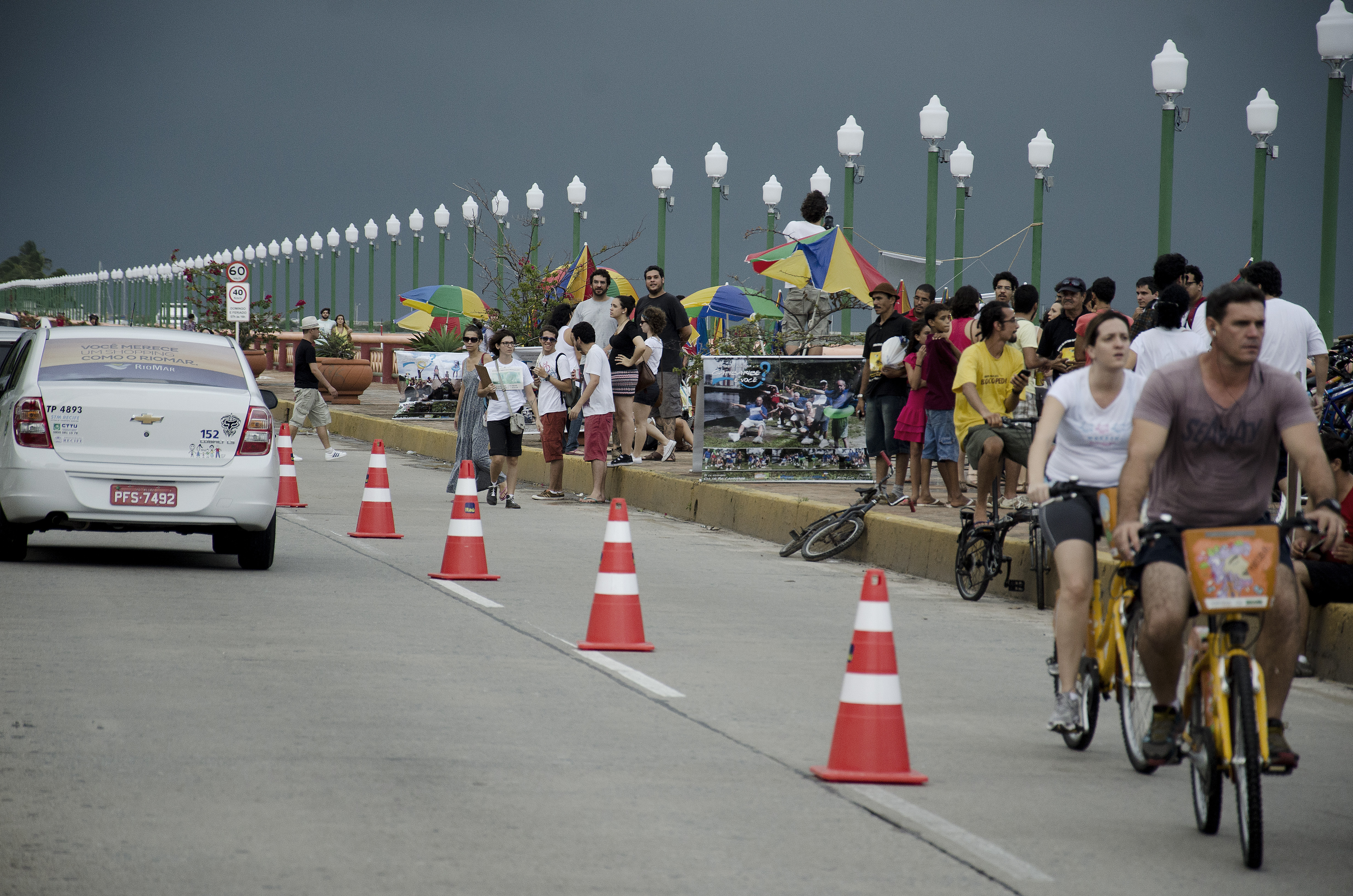
Ciclofaixa móvel no Cais José Estelita, bairro de São José, Centro.

Bike PE e Porto Leve são sistemas de aluguel de bicicletas integrados em operação nas três maiores cidades da Região Metropolitana do Recife: Recife, Jaboatão dos Guararapes e Olinda. Trata-se do primeiro sistema intermunicipal de compartilhamento de bicicletas do Brasil.
Ao todo, são 700 bicicletas em 70 estações, sendo sessenta destas estações no Recife, cinco em Olinda e cinco em Jaboatão dos Guararapes.
Os equipamentos estão disponíveis diariamente, das 5 às 23 horas, ao custo de R$ 10,00 mensais. Usuários do VEM — Vale Eletrônico Metropolitano (cartão do sistema de bilhetagem eletrônica da Região Metropolitana do Recife), não pagam. O projeto é uma parceria entre o Governo do Estado de Pernambuco, as prefeituras do Recife, Olinda e Jaboatão dos Guararapes, o Banco Itaú e a empresa pernambucana de eletroeletrônica e tecnologia da informação Serttel.

### Porto Leve Carro Elétrico
Recife inaugurou o primeiro sistema de compartilhamento de carros elétricos do Brasil.
Com fase de testes entre dezembro de 2014 e março de 2015, o "Porto Leve Carro Elétrico" entrou em operação com três pequenos veículos elétricos chineses que recebem uma carga de seis horas e têm autonomia de 120 quilômetros.
O projeto foi desenvolvido por pesquisadores da Serttel, empresa do Porto Digital.

## Requalificação urbana

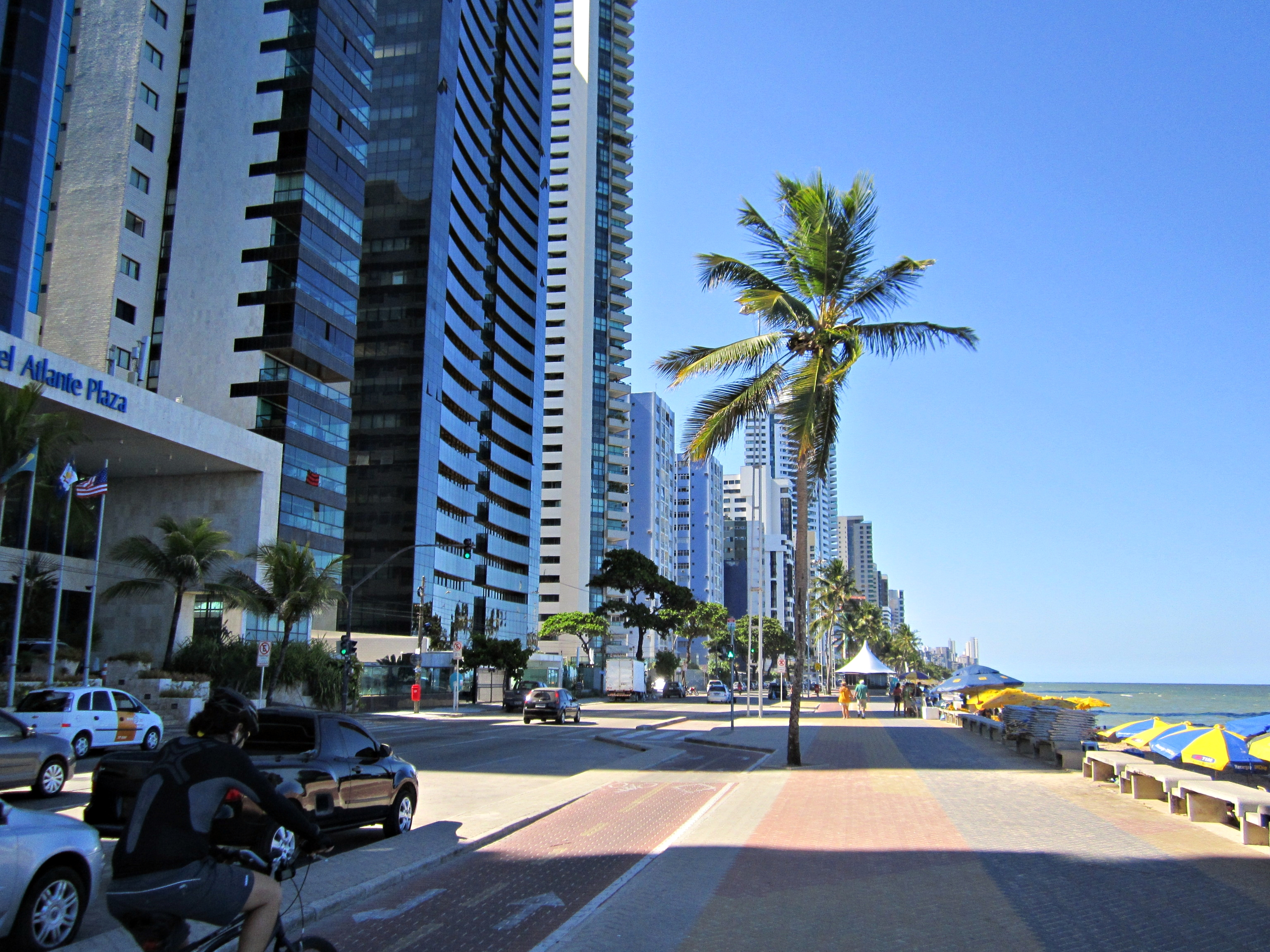
Calçadão e ciclovia da Praia de Boa Viagem, no Bairro de Boa Viagem, Zona Sul.

Para atender às novas necessidades da metrópole, os governos federal, estadual e municipal, mais diversos órgãos e empresas nacionais e internacionais, estão trabalhando em conjunto para a transformação de vários setores do Recife. Habitação, transporte, turismo, lazer, meio ambiente, cultura e principalmente segurança, são os principais aspectos explorados pelas novas obras e projetos.
- Complexo Turístico Cultural Recife/Olinda - o objetivo central desse projeto é a valorização do patrimônio cultural e material das duas cidades, promovendo a transformação de bairros e a formação de uma Rede de Equipamentos Culturais. O projeto usa o turismo e a cultura como eixos do desenvolvimento econômico e social da região. Contará com investimentos dos governos Federal, Estadual e Municipais das cidades do Recife e de Olinda.[24][25]
- Prometrópole - com o objetivo de melhorar a qualidade de vida de mais de 35 mil famílias de moradores de favelas e de áreas irregulares da Região Metropolitana do Recife, aumentando o acesso a serviços de água, saneamento, habitação, transporte e escoamento, o projeto inclui um alto grau de participação comunitária e busca realizar melhorias nas edificações e na infra-estrutura das comunidades de baixa-renda na bacia do rio Beberibe dentro da região metropolitana. Serão financiadas obras no sistema hídrico, em saneamento básico, em reassentamento e em projetos-piloto para testar alternativas de parcelamento de terra.[26]
- Via Mangue - o projeto da Via Mangue visa diminuir os problemas de trânsito da Zona Sul recifense. Trata-se de uma avenida que vai ligar o Pina diretamente às ruas que margeiam os canais Setúbal e Jordão, desafogando o fluxo de veículos em toda a região.[27]
- Corredor Leste/Oeste - o Corredor Leste-Oeste é um projeto viário que objetiva reduzir o tempo de viagem entre a zona oeste e o centro da cidade, interligando duas avenidas da cidade, a Caxangá (a segunda mais extensa via urbana em linha reta do Brasil, com 6,2 quilômetros de extensão[28]) e a Conde da Boa Vista.
- Corredor Norte/Sul - Projetado pelo Escritório de Jaime Lerner Ex-prefeito de Curitiba e adaptando o modelo de mobilidade paranaense a realidade pernambucana. Vai interligar as Cidades de Igarassu  e Jaboatão dos Guararapes, atravessando o Recife de norte a sul por algumas de suas principais vias, entre elas a Av. Agamenom Magalhães na zona central e Av.Domingos Ferreira na zona sul.  Assim como a Av. Caxangá, possuirá uma faixa exclusiva para os ônibus do sistema, e no perímetro da Av. Agamenom Magalhães, será construído um elevado sobre o canal, o que possibilitará um deslocamento mais agíl dos coletivos, já que eles não dividirão espaço com os veículos particulares. Para o usuário do sistema haverá uma economia de tempo e dinheiro, já que ele poderá ir aos extremos da RMR pagando somente uma passagem.[29]